# Mariela Montero
Mariela Rosana Montero Ríos (née en 1980 à Salta) est une actrice et chanteuse argentine.

## Filmographie
- 2012 : El hombre rebelde
- 2012 : Historias breves 7

## Télévision

### Émissions
| Année | Titre                   | Rôle                        | Chaîne   |
| ----- | ----------------------- | --------------------------- | -------- |
| 2007  | Gran Hermano 3          | Participante                | Telefe   |
| 2009  | Pelotón 3               | Participante                | TVN      |
| 2010  | Intrusos                | Commentatrice de spectacles | La Red   |
| 2011  | AM - Antes del mediodía | Elle-même (Invitée)         | Telefe   |
| 2012  | Así somos               | Panéliste invitée           | La Red   |
| 2012  | Intrusos                | Elle-même (Invitée)         | La Red   |
| 2013  | Mundos opuestos 2       | Participante (9e éliminée)  | Canal 13 |
| 2013  | Bienvenidos             | Elle-même (Invitée)         | Canal 13 |
| 2013  | Mujeres Primero         | Elle-même (Invitée)         | La Red   |

### Telenovelas
| Année | Titre       | Rôle      | Chaîne      |
| ----- | ----------- | --------- | ----------- |
| 2011  | Infiltradas | Elle-même | Chilevisión |

### Séries
| Année | Titre                                                    | Rôle     | Chaîne      |
| ----- | -------------------------------------------------------- | -------- | ----------- |
| 2009  | Teatro en Chilevisión - "Me quiero casar virgen ¿y qué?" | Jenjibre | Chilevisión |

### Téléfilm
- 2009 : Scusate il disturbo dans le rôle de Marisa
- 2011 : Espuelas de Fuego dans le rôle de Yendri